# تل الذهب
تل الذهب هي قرية شرق نهر دجلة شمالي مدينة تكريت، تل الذهب هي المقاطعة رقم 19، مساحتها 38 كيلومتراً مربعاً، تابعة لناحية العباسي، في محافظة كركوك شمال العراق.